# Eugoniella sapota
Eugoniella sapota là một loài bướm đêm trong họ Noctuidae.